# Mikania yanacochensis
Mikania yanacochensis là một loài thực vật có hoa trong họ Cúc. Loài này được H.Rob. & W.C.Holmes mô tả khoa học đầu tiên năm 2002.